# Opština Aleksandrovac

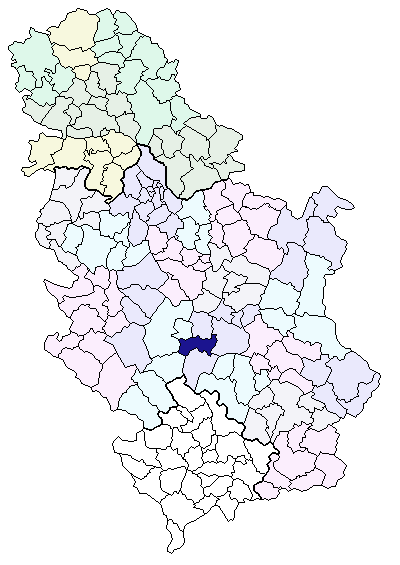
Lage der Gemeinde innerhalb Serbiens

Die Opština Aleksandrovac ist eine Opština (Samtgemeinde) im engeren Serbien mit etwa 29.389 Einwohnern. Sie gehört zum Okrug Rasina.

## Gemeindegliederung
Sitz der Verwaltung ist Aleksandrovac.
| - Aleksandrovac - Bobote - Boturići - Bratići - Bzenice - Dašnica - Dobroljupci - Donje Rataje - Donje Zleginje - Donji Stupanj - Donji Vratari - Drenča - Garevina - Gornje Rataje - Gornje Zleginje | - Gornji Stupanj - Gornji Vratari - Grčak - Jelakci - Koznica - Kožetin - Laćisled - Latkovac - Lesenovci - Leskovica - Ljubinci - Mrmoš - Novaci - Panjevac - Parčin | - Pleš - Ploča - Popovci - Pribojevac - Puhovac - Raklja - Rogavčina - Rokci - Rudenice - Ržanica - Šljivovo - Stanjevo - Starci - Strmenica - Stubal - Subotica | - Trnavci - Tržac - Tuleš - Velika Vrbnica - Velja Glava - Venčac - Vitkovo - Vranštica - Vražogrnci - Vrbnica |